# 신언한
신언한(申彦瀚, 1910년 ~ 1998년 10월 31일)은 제10대 대한민국의 법무부 차관을 역임한 법조인이다. 2명의 아들이 있으며 장남 신웅식은 변호사, 차남 신충식은 회계사다.

## 생애
1910년 평안북도 의주군의 평산 신씨 집안에서 태어나 일본 좌하고등학교와 경도제국대학 법학과를 졸업했다. 사냥과 독서를 즐기는 신언한은 "정도를 걷는 것이 신념"이라는 좌우명을 가지고 있다.
일제강점기 경성지방법원 검사국 검사를 하다가 해방 이후 대한민국에서 검사에 임용되어 서울지방검찰청 부장검사와 서울고등검찰청 차장검사를 하다가 법무부에서 검찰국, 형정국 국장을 역임했다.
법무부 형정국 국장으로 재직하고 있을 때인 1958년 2월에 해무청 청장 내정설이 있었으나  1958년 3월 11일에 제10대 법무부 차관에 임명되었다. 4.19 혁명으로 이승만 정부가 무너진 이후에 수립된 장면 정부에서 법무부 장관 서리로 재직하였으나,
이승만 암살 미수 사건으로 수감 중이던 김시현, 유시태로 하여금 "조병옥이 배후에서 조종한 것 같이 진정서를 쓰게 이태희로 하여금 세뇌공작을 시켰다"는 이승만 암살 음모 사건을 조작한 혐의로 안문경 검사에 의해 피의자 신분으로 조사를 받게 되면서 법무부 장관 서리에서 물러난 신언한은 1960년 5월 28일 무고죄로 구속되었다.
이와 함께 신언한의 부정사실을 수사하던 검찰에 의해 서울시 서대문구 서소문동에 소재한 시가 4천만환 상당의 대지 19평 건평 42평 규모의 형무관학교 관사를 469만환에 불하받은 것과 법무부 차관 재직 당시 국무회의에서 결의된 부정선거 강행원칙을 관할 각 검찰청에 지시를 하여 선거운동을 강요한 혐의를 받았다. 전국 형무소 납품 부정 혐의도 받았다. 형무소 상대의 납품계약을 알선해주고 수천만환을 수뢰한 혐의로 서울지방검찰청이 1960년 5월 23일에 입건했다. 신언한의 부인 이선희는 서울고등검찰청에서 남편의 위세를 배경으로 각 형무소의 이권을 업자들에게 중개하며 거액을 부정축재한 혐의를 받았다.
1961년 12월 21일에 업무상 횡령과 배임, 사기, 무고 교사 등 혐의로 징역 5년이 구형된 신언한은 서울지방법원에서 부정선거 관련자 처벌법 위반에 대해 무죄라고 하면서 징역10월 집행유예2년을 선고받고 석방되었으나 이후 선고가 있은 사건의 피고인에 대하여는 구속갱신 회수제한의 규정을 적용하지 않는'민주 반역자에 대한 형사 사건 임시 처리법'에 의해 구인장이 발부되어 10월 10일 밤 11시부터 정신신경 쇠약증, 당뇨병, 간장염, 심장 신경증 등으로 입원해 있는 병원 측이 "병세가 악화되었으니 재수감을 보류해달라"는 요청에도 불구하고 "이송하라"는 검찰 지시에 의해 10월 17일에 재구속되었다.항소심을 맡은 서울고등법원은 징역2년을 선고했다. 부정선거 관련자 처벌법 위반에 대해 무죄를 선고받았으나 구형이 1년이상이어서 계속 수감되었다가 '민주 반역자에 대한 형사사건 임시 처리법'이 실효되자 서울고등법원이 "부정선거관련자 처벌법에 해당되지 않는다"며 구속취소 결정을 하여 구속집행정지 처분으로 석방된 상태에서 상고심이 진행된 가운데 대법원은 1961년 7월 14일 민주당 전복 음모 조작 사건에 대한 판결을 하면서 징역1년을 선고하고 형을 확정했다.
신언한은 1960년 2월쯤 마포형무소에 수감 중이던 박태선 장로에게 신도 및 외부 인사들과 접촉할 수 있는 편의를 제공하고 가석방 심사위원으로서 "가석방을 시켜준다"는 약속을 하고 "박태선이 전국의 신도들에게 자유당 입후보자들의 선거운동을 하도록 지령했다"는 혐의를 받아 1961년 1월 28일에 부정선거 관련자 처벌법상 전조에 규정한 자 이외 기타 부정 행위자를 처벌하도록 한 제4조 위반으로 구속되었다. 서울지방검찰청 유태선 검사에 의해 징역1년 구형을 하면서 공소가 제기되어  1961년 12월 28일에 서울지방법원(재판장 유태흥)이 "공무원으로 선거운동을 할 수 없음에도 불구하고 박태선 장로와 그의 신도 사이에 특별 면회를 가질 수 있도록 편의를 보아주어 자유당 입후보자에게 투표하도록 하였다"며 징역6월을 선고했으나 검찰이 공소를 포기함으로써 미결 구류 통산 170일과 1심 판결 이후 구류일을 합해 1962년 1월 7일 형기 만료가 되어 다음날인 1월 8일 석방되었다.
국가보안법 입법과 관련하여 논란이 있었을 때 신언한은 "보안법을 제출하는데 따른 정치적 동기는 아무 것도 없다. 2년 전부터 초안 작성에 착수했다. 보안법을 가지고 지금까지 정치적으로 악용한 일도 없거니와 앞으로도 이용되지 않을 것이다"고 했다.
1960년 국회 본회의에서 홍진기 내무부 장관이 제2차 마산 사건에 대해 보고를 하자 여야 의원들 사이에서 논란이 있은 가운데 법무부 차관 신언한은 "1960년 3월 15일 선거는 법대로 잘 되었다고 본다"며 "'시위의 양상이나 규모를 볼 때 공산당이 아니고서는 도저히 이런 짓을 할 수 없다는 걸 느끼고 있다'면서 '당국이 일본 조련계에서 마산 학생들을 격려하는 무전을 입수했고 어떤 사람은 당시 인민공화국 만세라고 부르는 것을 보았다'고 한다"고 하면서 "마산 사건에 있어 발사는 불가피한 사정에서였다고 본다"고 답변했다.

1960년 변호사 개업을 했던 신언한은 이태원 위안부 살해 사건을 수사 중이던 서울지방검찰청에 피의자인 스몰우드 상병이 출석할 때 미국 대표인 미8군 법무장교 윌리엄스 중위와 함께 변호인 자격으로 출석하여 "사건 당일 밤 죽은 임양 집에 간 일도 없고 죽이지도 않았다"며 범행을 부인하는 피의자를 변호했다.

1959년 1월 4일부터 12월30일까지 이승만 정부의 2인자 이기붕의 집을 방문한 사람들의 명단과 방문자들의 선물 목록이 상세히 기록된 ‘전 민회의장 이기붕가 출입인 명부(前 民會議長 李起鵬家 出入人名簿)’에 신언한 부부는 열흘이 멀다 하고 이기붕 집을 드나들며 이불, 새우젓, 소금 등을 전달했다"고 하는 내용이 있다.
1998년 10월 30일 사망했다.

## 경력
- 경성지방법원 검사국 검사
- 서울지방검찰청 부장검사
- 서울고등검찰청 차장검사
- 법무부 검찰국 국장(3년) 겸 대검찰청 검사
- 변호사고시위원회 위원
- 고등고시위원회 위원
- 법전편찬위원회 위원
- 법무부 형정국 국장(6년) 겸 대검찰청 검사
- 6개국 3회에 걸쳐 사회방어제도 시찰
- 1958년 3월 11일 ~ 1960년 5월 3일 제10대 대한민국의 법무부 차관
- 1960년 장면 정부 법무부 장관 서리
- 1960년 ~ 1998년 변호사